# Diócesis de Norwich
La diócesis de Norwich (en latín: Dioecesis Norvicensis y en inglés: Roman Catholic Diocese of Norwich) es una circunscripción eclesiástica de la Iglesia católica en Estados Unidos. Se trata de una diócesis latina, sufragánea de la arquidiócesis de Hartford. Desde el 11 de marzo de 2003 su obispo es Michael Richard Cote.

## Territorio y organización
La diócesis tiene 5121 km² y extiende su jurisdicción sobre los fieles católicos de rito latino residentes en el estado de Connecticut en los 4 condados de: Middlesex, New London, Tolland y Windham. También pertenece a la diócesis la pequeña isla Fishers, parte del condado de Suffolk, en el estado de Nueva York.
La sede de la diócesis se encuentra en la ciudad de Norwich, en donde se halla la Catedral de San Patricio.
En 2019 en la diócesis existían 76 parroquias.

## Historia
La diócesis fue erigida el 6 de agosto de 1953 con la bula Divina illa del papa Pío XII, obteniendo el territorio de la diócesis de Hartford, que a su vez fue elevada a arquidiócesis metropolitana.
El 16 de febrero de 1961, con la carta apostólica Qui in via, el papa Juan XXIII proclamó a san Patricio y a santa Ana como patronos principales de la diócesis.

### Casos de abusos sexuales y bancarrota
El 10 de febrero de 2019 la diócesis de Norwich dio a conocer un listado de 43 religiosos con acusaciones creíbles de abusos sexuales a menores, así como haber abonado 7.7 millones de dólares como compensación a las víctimas. Tres nombres más fueron añadidos a dicha lista el 22 de febrero de ese año. El 15 de julio de 2021 el obispo comunicó que, debido a las cerca de 60 denuncias contra la diócesis por abusos sexuales continuados en Mount Saint John School de Deep River —una escuela residencial para niños vulnerables—, la diócesis de Norwich se declaraba en bancarrota.

## Estadísticas
De acuerdo al Anuario Pontificio 2020 la diócesis tenía a fines de 2019 un total de 230 108 fieles bautizados.
| Año                                                                             | Población            | Población | Población      | Sacerdotes | Sacerdotes    | Sacerdotes    | Bautizados por sacerdote | Diáconos permanentes | Religiosos | Religiosos | Parroquias |
| Año                                                                             | Bautizados católicos | Total     | % de católicos | Total      | Clero secular | Clero regular | Bautizados por sacerdote | Diáconos permanentes | Varones    | Mujeres    | Parroquias |
| ------------------------------------------------------------------------------- | -------------------- | --------- | -------------- | ---------- | ------------- | ------------- | ------------------------ | -------------------- | ---------- | ---------- | ---------- |
| 1966                                                                            | 182 084              | 458 750   | 39.7           | 243        | 146           | 97            | 749                      |                      | 158        | 548        | 70         |
| 1970                                                                            | 192 576              | 414 919   | 46.4           | 282        | 208           | 74            | 682                      |                      | 129        | 365        | 70         |
| 1976                                                                            | 191 382              | 552 300   | 34.7           | 203        | 134           | 69            | 942                      |                      | 112        | 423        | 71         |
| 1980                                                                            | 195 852              | 577 900   | 33.9           | 221        | 144           | 77            | 886                      | 4                    | 131        | 338        | 74         |
| 1990                                                                            | 209 755              | 630 400   | 33.3           | 208        | 131           | 77            | 1008                     | 47                   | 222        | 344        | 77         |
| 1999                                                                            | 224 259              | 638 244   | 35.1           | 207        | 143           | 64            | 1083                     | 49                   | 26         | 287        | 78         |
| 2000                                                                            | 225 016              | 633 772   | 35.5           | 169        | 105           | 64            | 1331                     | 40                   | 124        | 271        | 78         |
| 2001                                                                            | 226 408              | 632 726   | 35.8           | 173        | 111           | 62            | 1308                     | 41                   | 115        | 263        | 78         |
| 2002                                                                            | 227 349              | 659 614   | 34.5           | 171        | 109           | 62            | 1329                     | 58                   | 150        | 252        | 78         |
| 2003                                                                            | 227 446              | 669 614   | 34.0           | 167        | 107           | 60            | 1361                     | 59                   | 141        | 237        | 78         |
| 2004                                                                            | 228 520              | 674 804   | 33.9           | 167        | 107           | 60            | 1368                     | 59                   | 114        | 237        | 78         |
| 2013                                                                            | 242 000              | 710 439   | 34.1           | 150        | 99            | 51            | 1613                     | 55                   | 143        | 176        | 76         |
| 2016                                                                            | 228 520              | 707 230   | 32.3           | 136        | 88            | 48            | 1680                     | 48                   | 165        | 145        | 76         |
| 2019                                                                            | 230 108              | 705 545   | 32.6           | 125        | 86            | 39            | 1840                     | 50                   | 66         | 138        | 76         |
| Fuente: Catholic-Hierarchy, que a su vez toma los datos del Anuario Pontificio. |                      |           |                |            |               |               |                          |                      |            |            |            |

## Episcopologio
- Bernard Joseph Flanagan † (1 de septiembre de 1953-8 de agosto de 1959 nombrado obispo de Worcester)
- Vincent Joseph Hines † (27 de noviembre de 1959-5 de junio de 1975 renunció)
- Daniel Patrick Reilly (5 de junio de 1975-27 de octubre de 1994 nombrado obispo de Worcester)
- Daniel Anthony Hart (12 de septiembre de 1995-11 de marzo de 2003 retirado)
- Michael Richard Cote, desde el 11 de marzo de 2003